# No Angel (album)
Pour les articles homonymes, voir No Angel.
Albums de Dido
Life for Rent
(2003)
Singles
1. Here with Me
2. Thank You
3. Hunter
4. All You Want

No Angel est le premier album de la chanteuse pop rock britannique Dido. Sorti en 1999, il a rencontré un immense succès en 2001. Il s'est vendu à 22 millions d'exemplaires à travers le monde, dont près de 1,3 million en France.

## Sortie
Peu avant la sortie de No Angel, un CD promotionnel intitulé The Highbury Fields EP est envoyé aux radios américaines afin de promouvoir l'album. N'ayant été tiré qu'à quelques milliers d'exemplaires, ce CD est devenu aujourd'hui une pièce de collection. On y retrouve quatre pistes de No Angel – Here with Me, My Lover's Gone, Hunter et Honestly OK – plus une inédite nommée Worthless. L'album sort ensuite le 1er juin 1999 aux États-Unis.

## Succès mondial
Le succès de No Angel s'est amorcé grâce à l'utilisation par Eminem d'un sample de la chanson Thank You sur Stan, une chanson de son album The Marshall Mathers LP, sorti en 2000. The Marshall Mathers LP est arrivé no 1 des classements américains et canadiens. Dido a fait une apparition dans le clip de Stan, en tant que petite amie de Stan. Bien que la chanson n'a été que no 51 au Top 100 américain, elle a atteint la première place au Royaume-Uni et en Australie, devenant ainsi un succès international. Stan a été nommé pour un Grammy Award : au cours de la cérémonie, c'est Elton John qui a chanté la partie de Dido.
L'album a aussi connu un succès grandissant lorsque le premier single, Here with Me, a été choisi comme musique du générique de la série télévisée Roswell.

## Liste des pistes
1. Here with Me - 4 min 14 s - Dido Armstrong, Pascal Gabriel, Paul Statham
2. Hunter - 3 min 57 s - Dido Armstrong, Rollo Armstrong
3. Don't Think of Me - 4 min 32 s - Dido Armstrong, Rollo Armstrong, Paul Herman, Pauline Taylor
4. My Lover's Gone - 4 min 27 s - Dido Armstrong, Jamie Catto
5. All You Want - 3 min 53 s - Dido Armstrong, Rollo Armstrong, Paul Herman
6. Thank You - 3 min 37 s - Dido Armstrong, Paul Herman
7. Honestly OK - 4 min 37 s - Dido Armstrong, Rollo Armstrong, Matt Benbrook
8. Slide - 4 min 53 s - Dido Armstrong, Paul Herman
9. Isobel - 3 min 54 s - Dido Armstrong, Rollo Armstrong
10. I'm No Angel - 3 min 55 s - Dido Armstrong, Pascal Gabriel, Paul Statham
11. My Life - 3 min 9 s - Dido Armstrong, Rollo Armstrong, Mark Bates
12. Take My Hand - 6 min 42 s - Dido Armstrong, Richard Dekkard

## Personnel
Crédits adaptés du livret inclut avec l'album :
- Dido – chant (1-12), Production (chansons 1, 2, 4–12), claviers (7, 9), flûte à bec (6)
- Rollo – production (6–12), Programmation (6, 8–10, 12)
- Rick Nowels – production, claviers, guitare acoustique (1, 2, 5), chamberlin (2, 5)
- Mark Bates – piano (3, 6, 9, 11), claviers (6, 11, 12), wurlitzer, Orgue (11)
- Phill Brown – mixing (6–11), Enregistrement (9, 10)
- Goetz – enregistrement (6–8, 11, 12), mixing (4, 12), enregistrement additionnel (9)
- Pauline Taylor – chœurs additionnels (2, 3, 12), chœurs (8, 11), arrangements additionnels (8), arrangement des chœurs (11)
- Ash Howes – enregistrement et  mixing (1, 2, 5)
- John Themis – guitare électrique et percussions (1, 2, 5)
- Paulie Herman – guitare (3, 6, 8, 9), harmonica (9)
- Gavyn Wright – cordes (1, 3, 11, 12)
- Wil Malone – arrangement des cordes small (1, 3, 11, 12)
- Duncan Bridgeman – production, claviers, programmation et enregistrement (4)
- Aubrey Nunn – basse (4, 8, 10, 12)
- Matty Benbrook – batterie (8, 9, 11), programmation (7)
- James Sanger – programmaton (1, 2, 5)
- Paul Statham – claviers (1, 10), piano (10)
- Richie Stevens – batterie (2, 5) percussions (5)
- Dave Randall – guitare (4, 10, 12)
- Mal Hyde Smith – percussions (6, 9, 12)
- Peter Vittese – claviers et programmation additonnelle (1)
- Randy Wine – ingénieur audio (2, 5)
- Rusty Anderson – guitare électrique (2, 5)
- John Pierce – basse (2, 5)
- Youth – production, basse (3)
- Geoff Dugmore – batterie percussion (3)
- Hugo Nicolson – recording and mixing (track 3)
- Nick "Manasseh" Raphael – dub programmation additionnelle (7)
- Bruce Aisher – claviers additionnels (7), claviers (8)
- Sudha Kheterpal – percussions (tracks 8, 10)
- Rachael Brown – chœurs (8, 11)
- Sister Bliss – production, claviers (12)
- Jony Rockstar – programmation (3)
- Jamie Catto – production (4)
- Aquila – chœurs (track 8)
- Martin McCorry – guitare électrique (9)
- Tim Vogt – basse (9)
- Mark Felton – harmonica (10)